# Delicate Sound of Thunder
Delicate Sound of Thunder je druhé koncertní album britské skupiny Pink Floyd. Vydáno bylo v listopadu 1988 (viz 1988 v hudbě) a v britském žebříčku prodejnosti hudebních alb se umístilo nejlépe na 11. místě. Bylo natočeno na koncertním turné k albu A Momentary Lapse of Reason (vydáno 1987) a zachycuje tak podobu skupiny bez baskytaristy a zpěváka Rogera Waterse, jenž kapelu opustil v roce 1985.

## Popis alba a jeho historie
Pink Floyd nechali natočit pro potenciální živé album již koncerty v The Omni v Atlantě, které byly odehrány v listopadu 1987. Skupina však nebyl spokojena s výsledkem (některé skladby se ale objevily jako B strany singlů), proto přistoupila k dalšímu natáčení. To se konalo na koncertech v Nassau Coliseum v New Yorku mezi 19. a 23. srpnem 1988 (celkem pět vystoupení, každý den jedno).
Výsledek byl poté smíchán v Abbey Road Studios (overdubů bylo použito pouze minimálně) a v listopadu 1988 vydán jako dvojLP, dvojkazeta a dvojCD pod názvem Delicate Sound of Thunder. Následující rok vyšel i stejnojmenný videozáznam na VHS.
Přebal alba je dílem Storma Thorgersona z bývalé skupiny Hipgnosis, která pro Pink Floyd vytvářela obaly desek především v 70. letech 20. století. Na přebalu Delicate Sound of Thunder je zobrazen muž pokrytý žárovkami, jenž stojí v přírodě.
Deska Delicate Sound of Thunder věrně zachycuje koncertní turné v letech 1987–1989. V první polovině koncertu (první disk živého alba) skupina zahrála (kromě úvodní „Shine On You Crazy Diamond“) skladby z alba A Momentary Lapse of Reason, druhou polovinu vystoupení (druhý disk) zabraly největší hity kapely z předchozího období.
Verze vydané na LP, MC a CD se mírně liší. Na LP totiž není obsažena skladba „Us and Them“, druhým rozdílem je pořadí skladeb. Na LP i MC se totiž píseň „Wish You Were Here“ nachází mezi „Another Brick in the Wall (Part 2)“ a „Comfortably Numb“, zatímco na CD mezi „Time“ a „Us and Them“.
Album vyšlo i v Sovětském svazu a stalo se prvním rockovým albem ve vesmíru. Na svůj pobyt na oběžné dráze si jej totiž vzali kosmonauti lodi Sojuz TM-7.

## Vydávání alba a jeho umístění
Album Delicate Sound of Thunder vyšla 22. listopadu 1988 u EMI ve Spojeném království a u Columbia Records v USA. Deska byla komerčně poměrně úspěšná, v obou státech dosáhla v žebříčcích 11. místa.

## Seznam skladeb
| Disk 1 (CD verze) | Disk 1 (CD verze)                      | Disk 1 (CD verze)            | Disk 1 (CD verze)                  | Disk 1 (CD verze) |
| Pořadí            | Název                                  | Autor                        | Původní album                      | Délka             |
| ----------------- | -------------------------------------- | ---------------------------- | ---------------------------------- | ----------------- |
| 1.                | Shine On You Crazy Diamond (Parts I–V) | Wright, Waters, Gilmour      | Wish You Were Here (1975)          | 11:54             |
| 2.                | Learning to Fly                        | Gilmour, Moore, Ezrin, Carin | A Momentary Lapse of Reason (1987) | 5:27              |
| 3.                | Yet Another Movie                      | Gilmour, Leonard             | A Momentary Lapse of Reason (1987) | 6:21              |
| 4.                | Round and Around                       | Gilmour                      | A Momentary Lapse of Reason (1987) | 0:33              |
| 5.                | Sorrow                                 | Gilmour                      | A Momentary Lapse of Reason (1987) | 9:28              |
| 6.                | The Dogs of War                        | Gilmour, Moore               | A Momentary Lapse of Reason (1987) | 7:19              |
| 7.                | On the Turning Away                    | Gilmour, Moore               | A Momentary Lapse of Reason (1987) | 7:57              |

| Disk 2         | Disk 2                             | Disk 2                         | Disk 2                           | Disk 2 |
| Pořadí         | Název                              | Autor                          | Původní album                    | Délka  |
| -------------- | ---------------------------------- | ------------------------------ | -------------------------------- | ------ |
| 1.             | One of These Days                  | Waters, Wright, Mason, Gilmour | Meddle (1971)                    | 6:16   |
| 2.             | Time                               | Mason, Waters, Wright, Gilmour | The Dark Side of the Moon (1973) | 5:16   |
| 3.             | Wish You Were Here                 | Waters, Gilmour                | Wish You Were Here (1975)        | 4:49   |
| 4.             | Us and Them                        | Waters, Wright                 | The Dark Side of the Moon (1973) | 7:22   |
| 5.             | Money                              | Waters                         | The Dark Side of the Moon (1973) | 9:52   |
| 6.             | Another Brick in the Wall (Part 2) | Waters                         | The Wall (1979)                  | 5:29   |
| 7.             | Comfortably Numb                   | Gilmour, Waters                | The Wall (1979)                  | 8:56   |
| 8.             | Run Like Hell                      | Gilmour, Waters                | The Wall (1979)                  | 7:12   |
| Celková délka: | Celková délka:                     | Celková délka:                 | Celková délka:                   | 104:08 |

## Obsazení
- Pink Floyd:
  - David Gilmour – kytary, zpěv
  - Rick Wright – klávesy, vokály, zpěv ve skladbách „Time“ a „Comfortably Numb“
  - Nick Mason – bicí, perkuse
- Tim Renwick – kytary, vokály
- Guy Pratt – baskytara, vokály, zpěv ve skladbách „Comfortably Numb“ a „Run Like Hell“
- Jon Carin – klávesy, vokály, zpěv ve skladbě „Comfortably Numb“
- Scott Page – saxofony, kytary
- Gary Wallis – perkuse
- Rachel Fury, Durga McBroom, Margret Taylor – vokály

### Technická podpora
- Doug Sax – mastering
- Buford Jones – zvukový inženýr
- David Hewitt – asistent zvukového inženýra
- Dimo Safari – fotografie skupiny
- Storm Thorgerson – přebal alba, grafika